# Caiophora canarinoides
Caiophora canarinoides är en brännreveväxtart som först beskrevs av Lenné och C. Koch, och fick sitt nu gällande namn av Urban och Ernest Friedrich Gilg. Caiophora canarinoides ingår i släktet Caiophora och familjen brännreveväxter. Inga underarter finns listade i Catalogue of Life.